# Fox (tanque)
O FV721 Fox  é um veículo blindado de reconhecimento utilizado pelo exército Britânico em substituição do Ferret e do Saladin. O Fox entrou operou entre Maio de 1973 e 1993/1994.